# Nazranj
Nazranj (ruski: Назра́нь) je grad u Rusiji, na Sjevernom Kavkazu. Zemljopisni položaj mu je  
Broj stanovnika: 125.066 (2002.).
Status grada je stekao 1967. odvajanjem Ingušetije od Čečenije, postaje glavni grad Ingušetije. Taj status je imao od 1992. do 2002. godine, kada ga zamjenju novoizgrađeni grad Magas.
Nazranj je najveći je grad Inguške. 

## Stanovništvo
Inguši, Rusi i Čečeni (veliki broj njih su izbjeglice).